# Найдовский, Зыгмунт
Зыгмунт Юзеф Найдовский (пол. Zygmunt Józef  Najdowski; 25 апреля 1932, Цереквица — 9 января 1998, Варшава) — польский государственный и политический деятель времён ПНР.

## Юность коммуниста
Родился в семье помещичьего служащего из Познанского (ныне — Куявско-Поморское) воеводства. Дед Зыгмунта Найдовского происходил из крепостных, отец был кассиром в имении графа Альфреда Пониньского. Юзеф Найдовский-старший состоял в ППС, участвовал в польско-советской войне.
С детства проникся коммунистическими взглядами. В юности пытался организовать коммуну в своей деревне. С 1954 состоял в правящей партии ПОРП. Это привело его к конфликту с отцом — социалист и католик Юзеф, верный традиции ППС, не желал терпеть в доме коммуниста. Впоследствии З. Найдовский считал преследования католической церкви главной ошибкой коммунистических властей ПНР.
Окончил Университет Николая Коперника в Торуни, получил диплом филолога. Тяжело воспринял подавление рабочих протестов в Познани в 1956 году. Поддержал приход к власти Владислава Гомулки и его «оттепель». Участвовал в молодёжном движении «Октябрь», основал в Торуни неформальный «Революционный союз молодёжи».

## Партийно-правительственная карьера
В 1957—1959 — первый секретарь университетского комитета ПОРП. До конца 1958 был также секретарём Быдгощского воеводского комитета польского комсомола — Союза социалистической молодёжи (ZMS). В 1959—1960 — заместитель заведующего отделом пропаганды Быдгощского воеводского комитета ПОРП. В 1960 переведён в аппарат ЦК и до 1973 занимал должности инструктора и инспектора в отделе пропаганды и организационном отделе. Одновременно в 1964—1969 он состоял в правлении ZMS. В этом качестве участвовал в церемониальных мероприятиях Владислава Гомулки. Существенно, что председателем ZMS в 1967—1972 являлся Анджей Жабиньский.
С 1973 по 1975, уже при правлении Эдварда Герека, Найдовский работал секретарём по организационным вопросам Зелёногоурского воеводского комитета ПОРП. В 1975—1978 — первый секретарь Торуньского воеводского комитета ПОРП. В декабре 1975 избран в состав ЦК ПОРП.
20 июля 1978 назначен министром культуры и искусства ПНР (его первым заместителем был Веслав Бек, будущий главный редактор Trybuna Ludu). Оставался в этой должности до 8 октября 1980 — в правительствах Петра Ярошевича, Эдварда Бабюха и Юзефа Пиньковского. В 1976—1980 депутат сейма ПНР.
По мнению Стефана Братковского, с Найдовским произошло «то же, что со многими людьми власти, которые раньше имели хорошие взгляды и совершали хорошие действия: долго стараясь занять положение и оказавшись на вершине в 1980 году, они отрицали себя» (в этом плане Братковский сравнивал Найдовского с Ежи Урбаном). Братковский характеризовал эволюцию Найдовского как «превращение молодого революционера в аппаратчика». Но при этом он называл «приличным» поведение Найдовского в годы его аппаратной карьеры.

## «Бетон» и отставка
Массовое забастовочное движение летом 1980 вынудило руководство ПОРП и правительство ПНР заключить «Августовские соглашения» и легализовать независимый профсоюз «Солидарность». Произошли перемены в составе руководящих кадров государства и партии: Эдварда Герека на посту первого секретаря ЦК сменил Станислав Каня, Эдварда Бабюха во главе Совета министров — Юзеф Пиньковский, затем Войцех Ярузельский. 1 октября 1980 Зыгмунт Найдовский вернулся на пост первого секретаря Торуньского воеводского комитета ПОРП (неделю спустя оставил министерство культуры).
В новых условиях он занял позиции ортодоксально-коммунистического «партийного бетона». Не принадлежа к политическим лидерам догматического крыла ПОРП, как Тадеуш Грабский, Стефан Ольшовский, Мирослав Милевский, Анджей Жабиньский, Станислав Кочёлек, он был заметен в ряду консервативно-догматических политиков «второго ряда „бетона“», как Януш Прокопяк, Казимеж Цыпрыняк, Влодзимеж Мокжищак, Станислав Мискевич, Роман Ней, Здзислав Куровский.
Вопреки своим прежним «оттепельным» взглядам, Найдовский настаивал на силовом подавлении «Солидарности» и враждебно относился к реформаторским «горизонтальным структурам» ПОРП. Под его влиянием воеводский комитет исключал из ПОРП лидера забастовки на торуньском заводе Towimor, основателя движения «горизонталей» Збигнева Иванува. В то же время, стремясь установить контроль над «горизонталями», Найдовский, Кочёлек и Цыпрыняк присутствовали на их конференции в Варшаве 20 ноября 1981.
Летом 1981, в преддверии IX чрезвычайного съезда ПОРП, Найдовский призывал отстранить от власти «нерешительных» Каню и Ярузельского. На заседании съезда он предложил заменить текст резолюции о «преодоления кризиса мирными средствами и собственными силами» на «преодоление кризиса собственными силами любой ценой». Это вызвало резкую критику Мечислава Раковского, представителя «либерального» крыла партии. Раковский обвинил Найдовского в готовности расстреливать рабочих. Этот эпизод стал известен и создал Найдовскому соответствующую репутацию. На улицах Торуни вывешивались плакаты, повторявшие это обвинение.
Впоследствии Найдовский объяснял свою позицию ужасом перед советской интервенцией. Особую тревогу вызвало у него письмо ЦК КПСС в адрес ЦК ПОРП от 5 июня 1981. Он считал, что применение силы властями ПНР предпочтительнее иностранного военного вмешательства. Но Каня оценивал позицию Найдовского как совпадающую с советской — в обоих случаях делалась ставка на военное положение.
Делегаты IX съезда не избрали его в новый состав ЦК. Несколько ранее он был снят с поста первого секретаря воеводского комитета в Торуни. Его политическая карьера быстро завершилась. Участия в последующих политических событиях не принимал. Отставка оформлялась как направление на учёбу в Высшую школу общественных наук при ЦК ПОРП, в то время как Найдовский имел докторскую степень по истории. С 1984 получал повышенную пенсию как бывший министр.

## Последние годы жизни
В новом государстве он был переведён на обычную пенсию. Зарабатывал набором текстов на компьютере, купленном за счёт продажи чешского охотничьего ружья. Попытался вернуться в политику в качестве оппозиционного ортодоксального коммуниста. Был среди основателей Ассоциации польских марксистов — кружка интеллектуалов от «ревизиониста» Адама Шаффа до крайнего ортодокса-догматика Всеволода Волчева. Руководил семинаром «Группа рабочего самоуправления».
С 1990 состоял в руководстве партии Союз польских коммунистов «Пролетариат» (ZKP «Proletariat»). При его жизни партия входила в коалицию «Союз левых демократов», но наследовала традиции самого крайнего «бетона». Среди лидеров ZKP «Proletariat» было несколько известных функционеров ПОРП, подобных Найдовскому. Партийные лозунги выдерживались в духе радикального марксизма-ленинизма. Найдовский заявлял, что польские коммунисты «не вооружаются, подобно ультралевым в Италии, но если случится война, революция, другого пути не останется». ZKP «Proletariat» просуществовал до 2002, но заметного влияния в стране не имел.
З. Найдовский, не так давно крупный партийно-государственный руководитель, собственноручно расклеивал плакаты. При этом он честно констатировал маргинальность и непопулярность своей партии. Драмой коммунизма он называл «захват идеологии эпигонами»: «Движение развивают не Маркс и Ленин, а марксисты-ленинцы, такие, как я».
Скончался в возрасте 65 лет. Похоронен на кладбище Воинские Повонзки.